# Concerts for the People of Kampuchea
Pour l’album du spectacle voir Concerts for the People of Kampuchea (album).
Les Concerts for the People of Kampuchea est une série concerts caritatifs présentés du 26 au 29 décembre 1979 au Hammersmith Odeon de Londres. Ils sont organisés par Kurt Waldheim, le secrétaire général de l'Organisation des Nations unies, et Paul McCartney, auteur-compositeur-interprète et ancien membre des Beatles. Un double 33-tours et une émission de télévision en seront tirés.

## Genèse

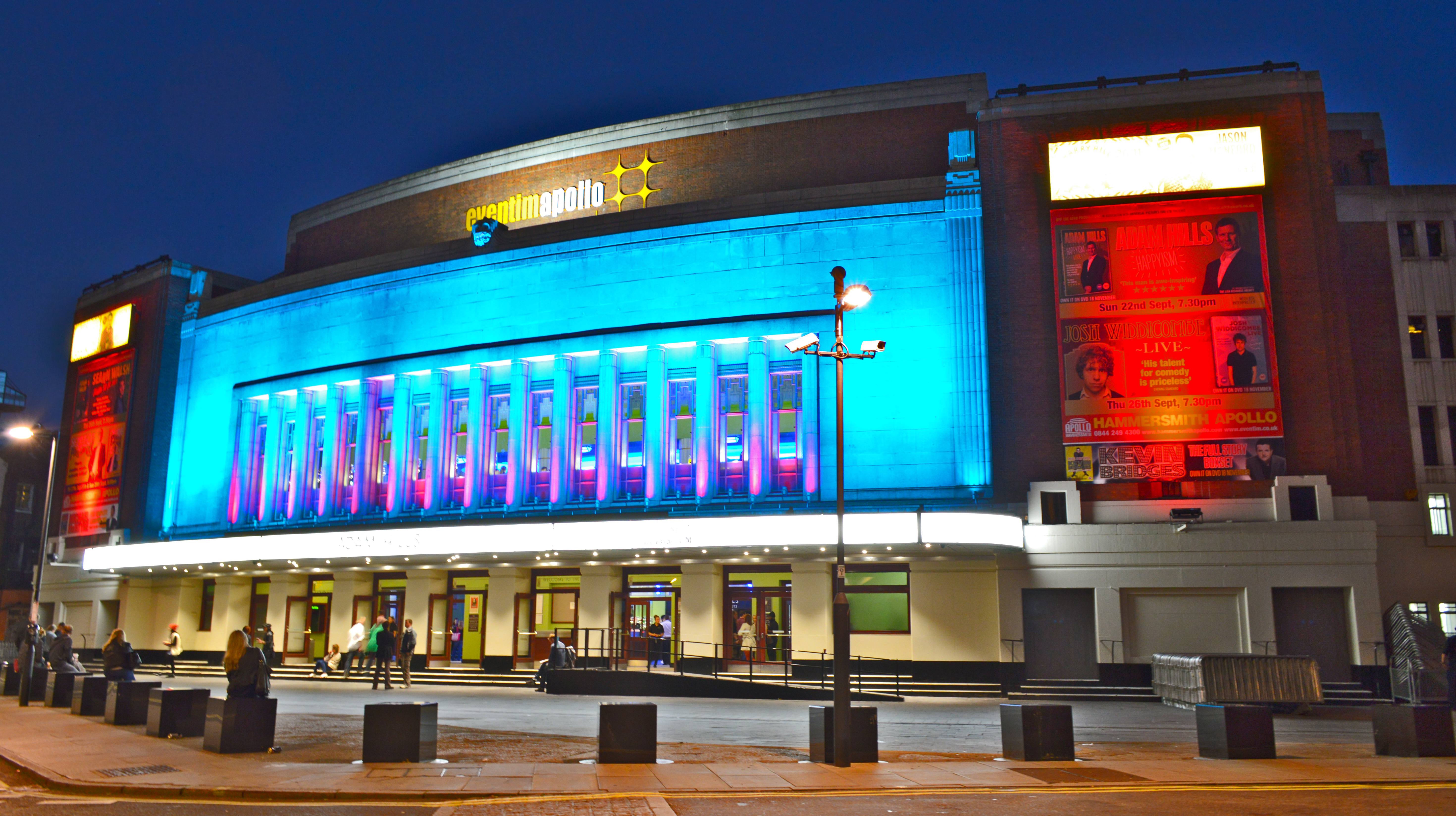
Ancien cinéma transformé en salle de spectacle, le Hammersmith Odeon est situé au 45 Queen Caroline Street à Londres.

En septembre 1979, le secrétaire général de l'ONU, Kurt Waldheim, tente de persuader les membres du groupe rock britannique The Beatles, séparé depuis dix ans, de se réunir pour un concert bénéfice au profit des « Boat-people »; les  réfugiés Vietnamiens, Laotiens et Cambodgiens. Tous, sauf John Lennon, se montrent intéressés et, malgré la une du New York Post du 21 septembre annonçant cette réunion, le projet meurt rapidement dans l'œuf. Par contre, Paul McCartney persiste avec l'idée du concert cette fois destiné au peuple Cambodgien qui souffre de faim, de maladies et de l'absence de médicaments et d'eau potable créé par la destruction de la structure économique du pays par le régime des Khmers rouges et de son chef, Pol Pot. Le musicien initie donc l'organisation de l’événement et comme il est impossible d'utiliser des stades de football pour une seule grande prestation d'une journée durant l'hiver londonien, il est décidé d'organiser, en association avec UNICEF, UNHCR et le secrétaire général de l'ONU, quatre soirées au Hammersmith Odeon du 26 au 29 décembre 1979 afin de lever des fonds pour cette urgente cause humanitaire qui, malheureusement, perdurera encore dix ans.

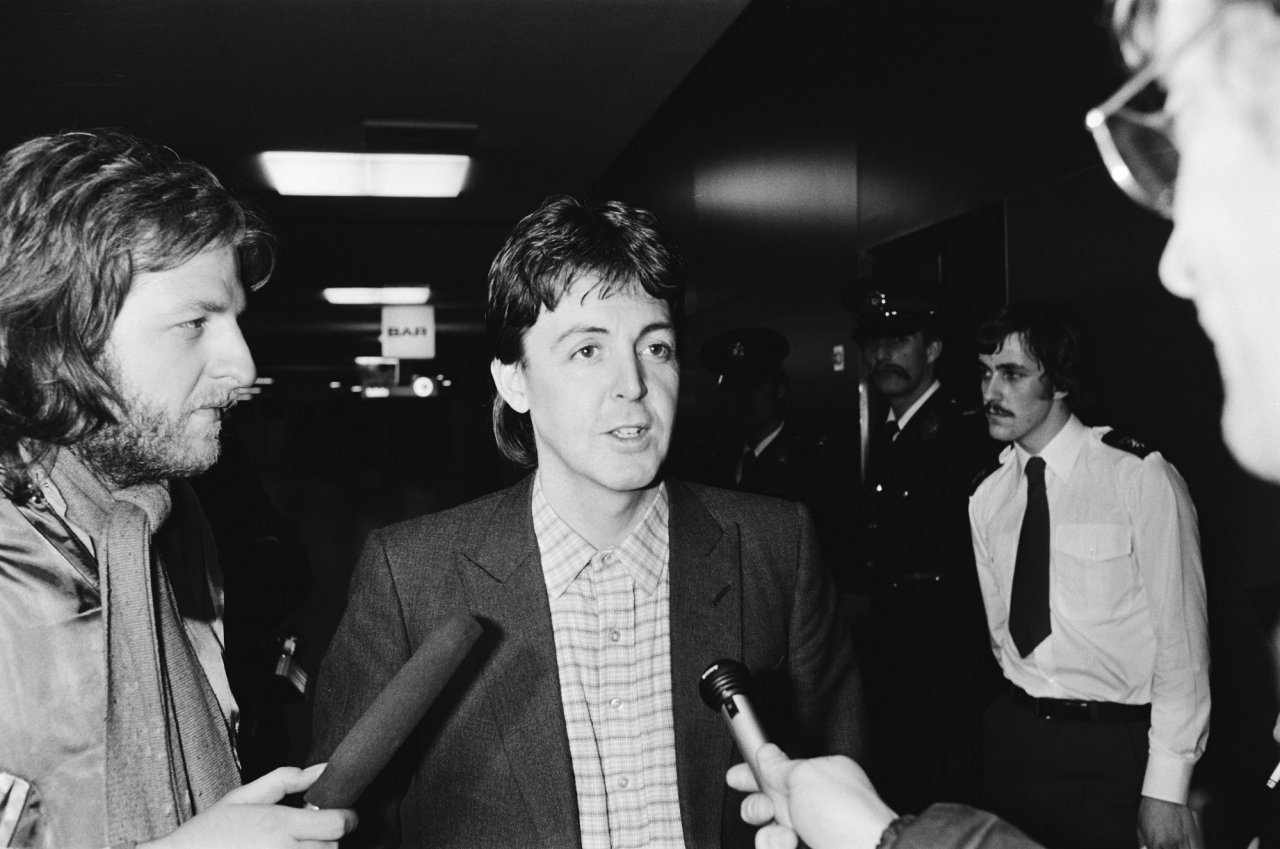
Paul McCartney en 1980.

McCartney invite trois « générations » de musiciens britanniques; les anciens, tel The Who et lui-même, les plus jeunes, The Clash ou les Pretenders et entre les deux, Queen et les membres de Led Zeppelin.

## Déroulement des concerts
La première soirée de cette série de spectacles met en vedette le groupe rock britannique Queen. Avec une performance à la hauteur de leur réputation, le clou du spectacle est une interprétation Somebody to Love et la grande finale marquée par la prestation des tubes We Will Rock You et We Are the Champions. Cette prestation mettait fin à leur « Crazy Tour ».

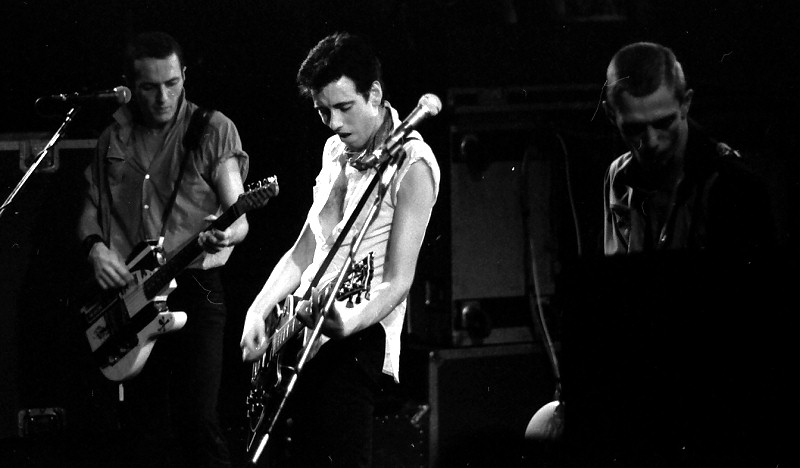
The Clash en 1980.

Le lendemain, trois groupes se partagent la scène. Ian Dury and the Blockheads débutent la soirée avec plusieurs chansons dont Reasons to Be Cheerful et Hit Me With Your Rhythm Stick (en) mais leur grand succès Sex and Drugs and Rock & Roll est cette fois laissé de côté. Ils invitent Mick Jones, le guitariste du groupe The Clash, pour l'interprétation de  Sweet Gene Vincent. Le groupe reggae Matumbi prend ensuite la relève, suivi des Clash qui, deux semaines auparavant, publiaient London Calling, leur troisième album qui deviendra leur plus grand succès.
Un groupe plutôt inconnu à l'époque, qui n'avaient pas encore publié de disque, amorce la troisième soirée. Les Pretenders, avec en vedette la chanteuse américaine Chrissie Hynde, ont conquis la foule avec la prestation de chansons qui sortiront le mois suivant sur leur album homonyme et qui atteindra aussitôt la première place du palmarès britannique. Ensuite The Specials prendront la scène pour être suivis des Who avec Kenney Jones, leur tout nouveau batteur, qui présentent des chansons couvrant toute leur carrière.

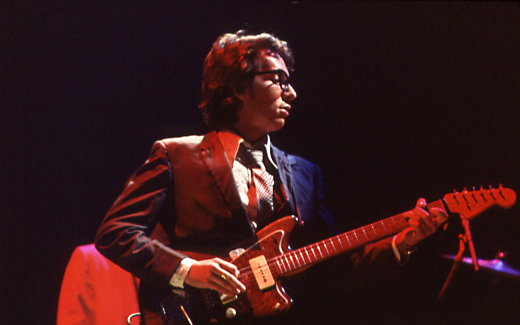
Elvis Costello en 1978.

Elvis Costello and The Attractions amorcent le spectacle de la dernière soirée, suivis de Rockpile, mettant en vedette Dave Edmunds et Nick Lowe, qui sont joints pour leur troisième et dernière chanson par Robert Plant pour l'interprétation de Little Sister d'Elvis Presley. Paul McCartney, avec son groupe Wings qui comprend à cette occasion Linda McCartney, Denny Laine, Laurence Juber et Steve Holley, fait la clôture de l'événement en interprétant plusieurs titres tirés de son répertoire solo, des Wings et des Beatles. Pour la finale, le groupe est augmenté de Robert Plant, John Bonham et John Paul Jones de Led Zeppelin, Pete Townshend et Kenney Jones des Who, Ronnie Lane des Faces, Gary Brooker de Procol Harum, Dave Edmunds de Rockpile, James Honeyman-Scott des Pretenders, et Bruce Thomas des Attractions et plusieurs autres. Présenté sur scène par le comédien Billy Connolly, ce collectif d'une trentaine de musiciens, le Rockestra, interprète trois chansons.
Une rumeur persistante évoquant la présence des Beatles en fin de soirée a jeté une ombre sur l'événement, mais celui-ci a été marqué a posteriori de deux finalités; ce fut la dernière prestation des Wings et surtout, la dernière fois que John Bonham jouera sur scène en Angleterre. Il meurt le 25 septembre 1980. Cette occasion aurait été la dernière pour des retrouvailles des Beatles; à peine douze mois plus tard, John Lennon tombera sous les balles d'un fan mentalement déséquilibré.

## Album et vidéo

### Concerts for the People of Kampuchea
Un album double, reprenant le même titre, a été publié le 30 mars 1981 sur l'étiquette Atlantic Records(SD 2-7005). 

### Rock for Kampuchea
Les concerts sont aussi filmés pour une présentation à la télévision avec le titre Rock for Kampuchea (en), réalisée par Keith McMillan. Cette émission spéciale a été diffusée à la télévision en janvier 1983 mais avec certaines variations en Europe, en Amérique du Nord et au Japon,. L'émission américaine s'ouvre avec une introduction de Sir Peter Ustinov. Jamais publiée officiellement, des versions VHS et DVD ont subséquemment été commercialisées sur le marché gris.

## Groupes participants

### Le 26 décembre

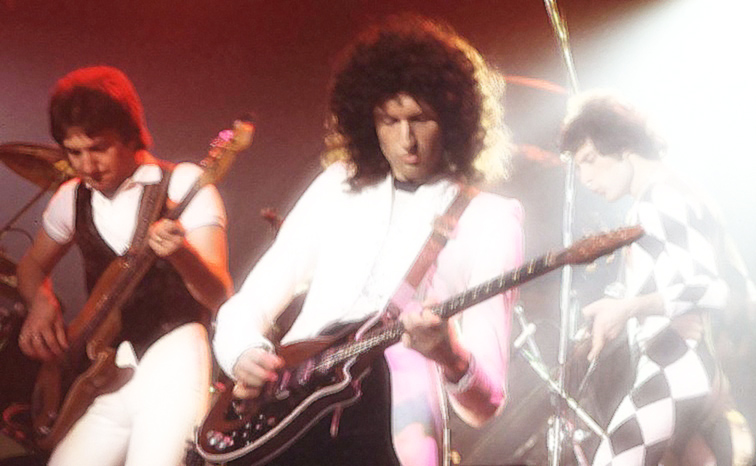
Queen sur scène en 1977.

- Queen; 28 chansons dont I’m in Love With My Car, Somebody to Love, Bohemian Rhapsody et You're My Best Friend[16].

### Le 27 décembre
- Ian Dury and the Blockheads; 11 chansons dont Reasons to Be Cheerful et Hit Me With Your Rhythm Stick.
- Matumbi; quelques chansons dont Empire Road, Come With Me, After Tonight, Point of View (en)[17] et Guide Us Jah (In Your Own Way)[11]
- The Clash; 16 chansons dont  Clampdown, Armagideon Time, Train in Vain, Wrong 'Em Boyo et London Calling.

### Le 28 décembre

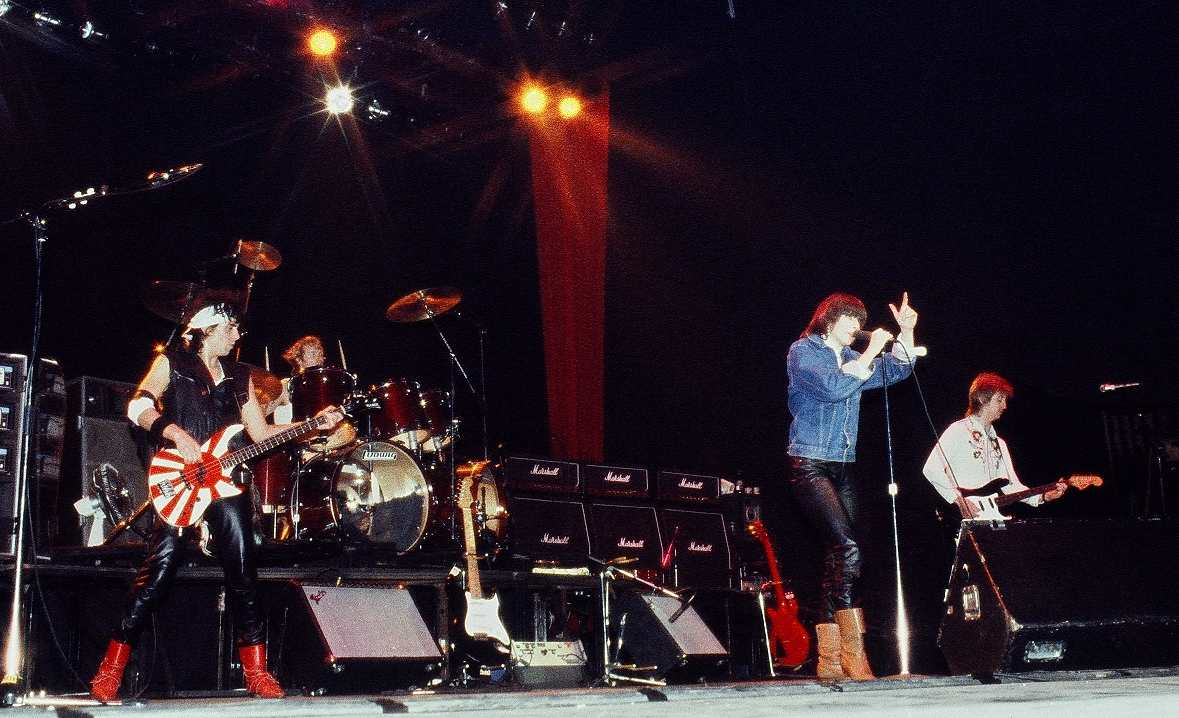
Pretenders en décembre 1981.

- Pretenders; plusieurs chansons dont The Wait, Precious (en), Mystery Achievement, Tattooed Love Boys et Brass in Pocket.
- The Specials; 15 chansons dont Gangsters et A Message to You, Rudy.
- The Who; 25 chansons dont Substitute, I Can't Explain, I Can See For Miles et Baba O’Riley.

### Le 29 décembre
- Elvis Costello and The Attractions; quelques chansons dont The Imposter.
- Rockpile; 3 chansons : Crawling from the Wreckage et Three Time Loser en plus de Little Sister avec Robert Plant.
- Paul McCartney and Wings ; 20 chansons dont The Fool on the Hill, Maybe I'm Amazed et Twenty Flight Rock[18].
- Paul McCartney and Wings with Rockestra; 4 chansons : Rockestra Theme (deux fois), Lucille et Let It Be[8].

## Bilan
Toutes ces soirées de musique ont été présentées à guichets fermés. Le trio d'ex-beatles, George Harrison avec son concert pour le Bangladesh en 1971, John Lennon avec ses campagnes pour la paix, ses bed-ins et son spectacle One to One en 1972 et McCartney ici, ont mis la table pour les spectacles caritatifs qui suivront tels Band Aid, Live Aid ou Live Earth.